# Lidská práva v Sýrii
Lidská práva v Sýrii jsou považována za jedna z nejhorších na světě a byla globálně odsouzena několika mezinárodními organizacemi, jako je Organizace spojených národů, Human Rights Watch, Amnesty International a Evropská unie. Za vlády nynějšího prezidenta Bašára al-Asada v Sýrii prakticky neexistují jakékoli občanské svobody, které bereme v demokratických režimech za samozřejmost, jako je např. svoboda projevu či shromažďování, a také zde chybí práva politická. Syrský režim je považován za „jeden z nejrepresivnějších světových režimů“ a výroční zpráva americké neziskové organizace Freedom House od roku 1973 označuje Sýrii jako „nejhorší z nejhorších“ mezi „nesvobodnými“ zeměmi světa.

## Svoboda slova a médií v Sýrii
V této zemi, která byla sužována desetiletími autoritářské vlády a ozbrojeného konfliktu, je stav svobody slova a médií velmi problematický.
Mezinárodní společenství opakovaně odsoudilo porušování svobody slova a médií v Sýrii. Organizace jako Organizace spojených národů, Evropská unie a různé nevládní organizace vyzývají syrskou vládu k respektování lidských práv a svobod. Sankce proti syrskému režimu byly zavedeny s cílem vyvinout tlak na zlepšení situace, ale jejich účinnost je omezená vzhledem k pokračující válce a komplexním geopolitickým zájmům v regionu.

#### Historický kontext
V roce 1946 získala Sýrie nezávislost a od té doby byla svědkem několika vojenských převratů a politických změn. Háfiz al-Asad se roku 1970 chopil moci a nastolil v zemi autoritářský režim. Po jeho smrti v roce 2000 převzal moc jeho syn Bašár al-Asad. Tato rodina vládla Sýrii prostřednictvím represivních opatření, která zahrnovala přísnou kontrolu médií a potlačování opozice.

#### Současnost
Po vypuknutí občanské války v roce 2011 se situace v oblasti svobody slova a médií dramaticky zhoršila. Vláda Bašára al-Asada i různé ozbrojené skupiny se dopouštěly vážných porušení lidských práv, včetně umlčování novinářů a aktivistů. Novináři čelí značnému riziku při pokusu informovat o situaci v zemi. Podle organizací jako Amnesty International a Reportéři bez hranic jsou novináři v Sýrii často zatýkáni, mučeni a v některých případech i zabíjeni.

#### Kontrola médií
Ústava Sýrie formálně garantuje svobodu projevu a tisku, avšak v praxi jsou tyto záruky značně omezeny. Všechna média v zemi jsou přísně kontrolována státem a většina opozičních médií byla buď uzavřena, nebo přinucena fungovat v exilu. Internet je také přísně cenzurován a mnoho webových stránek je blokováno. Vládní agentury monitorují a filtrují obsah na internetu, což znemožňuje volný přístup k informacím.
Vládní kontrola médií v Sýrii je všudypřítomná. Státní média propagují oficiální stanoviska a potlačují jakýkoli nesouhlas. Soukromá média, pokud tedy nějaká existují, musí dodržovat přísné směrnice a vyhýbat se kritice režimu. V zemi působí také různé ozbrojené skupiny, které často šíří propagandu a dezinformace.

## Práva žen
Syrský režim diskriminuje ženy prostřednictvím administrativních opatření, která umlčují jejich hlas a nasazují na ženy nepřiměřené politické násilí. Dlouhodobou strategií tamního režimu je sexuální násilí, kterým chtějí vynutit soulad obyvatel. Během syrské občanské války bylo masově využíváno znásilňování jako válečná taktika v celé Sýrii a sexuální násilí na ženách bylo označeno za základní pilíř strategie vojenského režimu. Tato politika je prováděna na sunnitských ženách a dívkách. Mnoho žen, které jsou podezřelé z proopozičních sympatií, jsou zadržovány polovojenskými jednotkami Bass a sexuálně napadávány ve vládních vazebních střediscích a vojenských věznicích. Chudé a venkovské ženy jsou ve věznicích neúměrně znásilňovány, bity a mučeny. Několik žen je uneseno obávaným Mukhabaratem a znásilněno v kancelářích tajné policie.
V Autonomní správě severní a východní Sýrie (AANES) existují tzv. Mala Jins (dům pro ženy) ve více než 60 lokalitách, kde mohou ženy hledat útočiště a domáhat se spravedlnosti. Ženy zde získávají podporu v záležitostech jako je rozvod, znásilnění, bití a další formy domácího násilí. Ženy z Mala Jin mají pravomoc mluvit o vyhoštění nebo ve vážnějších případech vybízet k podání trestního řízení.

## Práva LGBT
V syrském trestním zákoníku, konkrétně článek 520 trestního zákoníku z roku 1949, je zakázáno mít homosexuální styky, tedy „tělesné vztahy proti řádu přírody“, a za porušení se stanovují až 3 roky vězení. V roce 2010 provedla syrská policie zátah, při kterém bylo zatčeno více než 25 mužů. Byli obviněni hned z několika různých trestných činů, od homosexuálních aktů a ilegálního užívání drog až po organizování obscénních večírků a podněcování jiných k homosexuálnímu chování.